# Lake Wendouree
Der Lake Wendouree ist ein künstlich angelegter See in der australischen Stadt Ballarat, Victoria. Der Name Wendouree lässt sich vom Wort der Ureinwohner wendaaree (weggehen) ableiten.

## Geschichte
Der See entstand aus einem Sumpf, der nach dem Goldrausch im Jahr 1851 aufgestaut wurde. Seit den 1860er Jahren ist der Lake Wendouree ein beliebter Erholungsraum für die Bürger der Stadt. Im Rahmen der Olympischen Spiele 1956 in Melbourne war der See Austragungsort der Ruder- und Kanuwettkämpfe. Am Südufer des Sees befindet sich heute ein Denkmal, das an die Olympischen Spiele erinnert.
Der See ist wegen Dürren wiederholt ausgetrocknet, zuletzt zwischen 2006 und 2011.